# Piégés (film, 2015)
Pour les articles homonymes, voir Piégé.
Pour plus de détails, voir Fiche technique et Distribution.
Piégés (Into the Grizzly Maze), ou Dans l'antre du grizzly au Québec, est un film américain réalisé par David Hackl, sorti en 2015.

## Synopsis
Dans une petite ville d'Alaska, le shérif-adjoint Beckett et son frère Rowan commencent à s'inquiéter lorsque des corps sauvagement décapités sont retrouvés dans les bois. Beckett, craignant pour la vie de sa femme partie en forêt, se lance immédiatement à sa recherche avec l'aide de son frère. Après s'être longtemps perdus de vue, ils se retrouvent dans leur maison d'enfance. Mais l'expédition en forêt tourne vite au cauchemar lorsque leur route croise celle d'un redoutable prédateur assoiffé de sang. Leur plus proche voisin n'est autre qu'un ours déchaîné, qui multiplie les victimes.

## Fiche technique
- Titre : Piégés
- Titre original : Into the Grizzly Maze
- Réalisation : David Hackl
- Scénario : Guy Moshe et J. R. Reher
- Musique : Marcus Trumpp
- Photographie : James Liston
- Montage : Andrew Coutts, Michael N. Knue et Phillip Lefesi
- Production : Tai Duncan, Hadeel Reda et Paul Schiff (en)
- Société de production : Indomitable Entertainment, Paul Schiff Productions et Purple Pictures
- Société de distribution : Vertical Entertainment (États-Unis)
- Pays :  États-Unis et  Canada
- Genre : Action, aventure, horreur et thriller
- Durée : 94 minutes
- Date de diffusion :  France : 16 mars 2016 sur NRJ 12

## Distribution
- James Marsden (VQ : Martin Watier) : Rowan
- Thomas Jane (VQ : Tristan Harvey) : Beckett
- Piper Perabo : Michelle
- Billy Bob Thornton (VQ : Éric Gaudry) : Douglass
- Scott Glenn (VQ : Marc Bellier) : Sully
- Michaela McManus (VQ : Ariane-Li Simard-Côté) : Kaley
- Adam Beach (VQ : François Godin) : Johnny Cadillac
- Kelly Curran : Amber
- Reese Alexander : Gerry Smith
- Luisa D'Oliveira (VQ : Pascale Montreuil) : Zoe
- Bart the Bear 2: Red Machine

 Source et légende : version québécoise (VQ) sur Doublage.qc.ca